# Oleg Kopajev
Oleg Kopajev (Russisch: Олег Павлович Копаев) (Jelets, 28 november 1937 –  Rostov aan de Don, 3 april 2010) was een voetballer uit de Sovjet-Unie.

## Biografie
Hij speelde het grootse deel van zijn carrière voor SKA Rostov, waarmee hij in 1966 vicekampioen werd. In 1963 en 1965 was hij topschutter van de competitie. Na zijn spelerscarrière bleef hij nog twee jaar als assistent-trainer bij SKA Rostov.
Hij speelde zes wedstrijden voor het nationale elftal en debuteerde op 21 november 1965 in een vriendschappelijke wedstrijd tegen het Brazilië van Pelé. Hij speelde ook een aantal wedstrijden met de olympische selectie, die door de FIFA echter niet als officieel erkend worden.